# Alulphe de Tournai
Alulphe de Tournai (en latin : Alulfus Tornacensis) est un moine bénédictin du XIIe siècle ; il a composé un florilège d'extraits des Moralia in Iob de Grégoire le Grand.

## Biographie
Bibliothécaire et préchantre de l'abbaye Saint-Martin de Tournai durant quarante-sept ans, il a composé un recueil de Sentences et de Pensées tiré des ouvrages de saint Grégoire et intitulé Gregorialis,.
Il meurt autour des années 1140.

## Sources biographiques
- Frédéric Hennebert, « Aluf, Alulfus, alias Alalfus », Biographie nationale de Belgique, Tome I, Bruxelles, 1866.
- Charles-Louis Richard, Bibliothèque sacrée, ou dictionnaire universelle des sciences ecclésiastiques (Paris, 1760), édition Méquignon, Paris, 1822 (lire en ligne).